# Josef Laurenz Landenberger

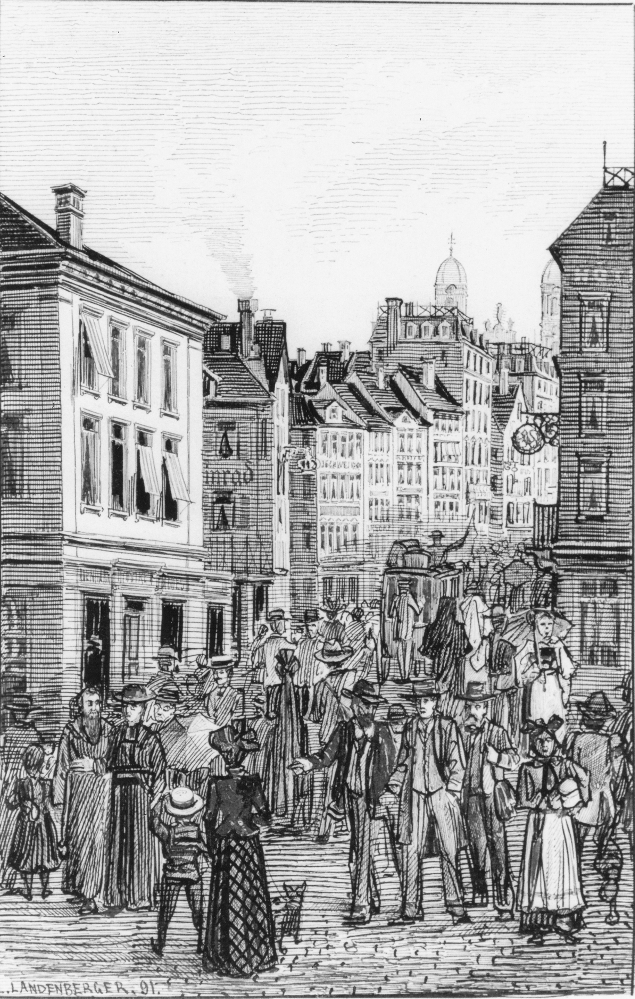
Einsiedeln, Hauptstrasse, belebt (Tuschzeichnung von 1891)

Josef Laurenz Landenberger (* 14. Januar 1868 in Gossau SG; † 8. März 1937 in Einsiedeln, SZ) war ein Schweizer Landschaftsmaler und Zeichner.
Landenberger beschäftigte sich hauptsächlich mit Veduten von Einsiedeln.